# 150th Special Operations Wing
Il 150th Special Operations Wing è uno Stormo associato del Nuovo Messico Air National Guard. Riporta direttamente all'Air Education and Training Command. Il suo quartier generale è situato presso la Kirtland Air Force Base, nel Nuovo Messico.

## Missione
Lo stormo, eccetto un RC-26B, non dispone di propri velivoli, ma fornisce personale di supporto per l'addestramento e la manutenzione al 58th Special Operations Wing.

## Organizzazione
Attualmente, al settembre 2017, esso controlla:
- 150th Operations Group
  - 150th Operations Support Squadron
  -  188th Rescue Squadron
  - 150th Maintenance Group
  - 150th Mission Support Group
  - 150th Medical Group
- 250th Intelligence Squadron
- 210th RED HORSE Squadron